# 扬州 (古代)
扬州，是中国历史上的一个行政區域名稱，源于扬州刺史部，更可追溯至中国古代九州之一的扬州。其中，使用於公元589年以前的漫长时间里以及620年到626年的“扬州”，其所辖区域远远大于今江苏省扬州市。

## 行政區劃沿革

### 两汉十三刺史部中的扬州刺史部

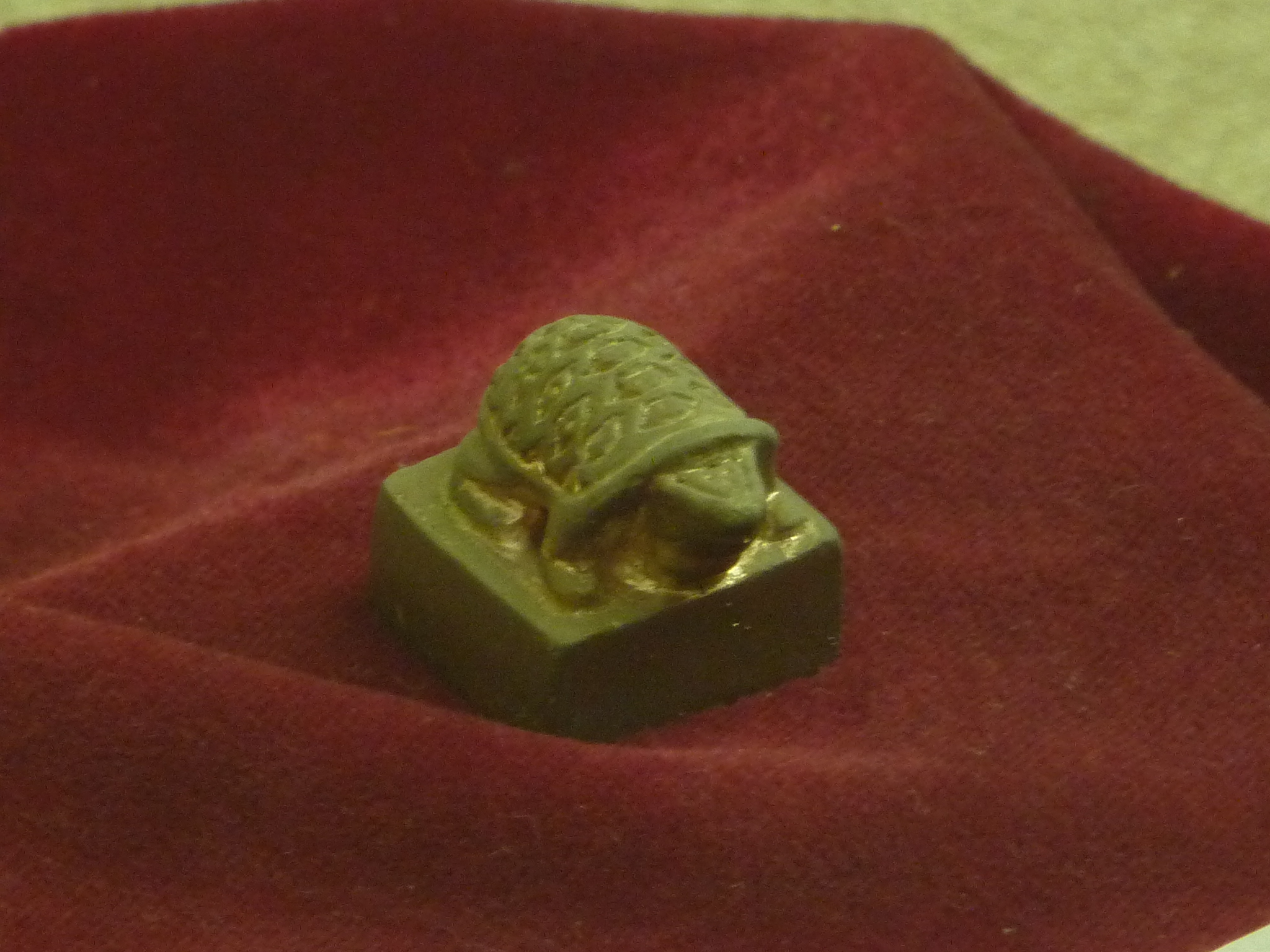
古揚州出土漢代金印

西汉元封五年（前106年），汉武帝为了加强中央集权，除京师长安和京畿七郡外，分天下为十三区，置刺史，称“十三刺史部”，简称“十三部”。因为其中十一部沿用的是《尚书·禹贡》和《周礼·职方》的“九州”名号，所以习惯上又称“十三州”，“扬州”也是其中之一，全称扬州刺史部，辖区相当于今安徽淮河以南部分，江苏长江以南部分，上海、江西、浙江、福建全部，湖北、河南部分地区。在汉武帝设扬州刺史部前作为地理概念的扬州包含今天的扬州，至汉武帝设十三刺史部，今天的扬州市则不属于扬州刺史部，而属于另外一个刺史部——徐州刺史部。
起初，十三刺史部（以前简称“州”）并不是一级行政区，只是监察区，而且没有固定的治所。郡虽然属于州，但却是名副其实的一级行政区，其长官太守比州的长官刺史地位高。汉成帝绥和元年（前8年）改刺史为州牧，从此“州”成了十三刺史部的正式名称，也有了固定的治所（但史书上没有记载）。以后虽然又改州牧为刺史，但“州”的名称固定下来，刺史的正式称号变为“州刺史”。虽然如此，但州仍然只是监察区而不是行政区。
东汉时，扬州刺史部的治所在历阳县（今安徽和县）。黄巾起义后，汉灵帝为了防止农民起义再次发生，于中平五年（188年）又改部分州刺史为州牧，掌管一州的军政大权，位在太守之上，以随时镇压人民起义。由此，“州”正式取代了“刺史部”的名称（例如扬州不再叫扬州刺史部，而直接叫扬州），并凌驾于郡之上，成为全国一级行政区。
东汉末年，中央由曹操当政，他把扬州的治所移到寿春县（今安徽寿县），后又移到合肥县（今安徽合肥西北），但是扬州的大部分在江东孙氏政权（后来三国之一的吴国）控制下，并不由中央直接管辖。孙氏政权的都城原先在吴郡吴县（今江苏苏州），后迁京口（今江苏镇江）、建业（今江苏南京）。扬州实际上被分成了两部分：一部分由曹氏政权控制，行政中心在寿春、合肥；一部分由孙氏政权控制，行政中心在吴县、京口、建业。直到曹魏、孙吴先后建国，扬州便正式分为两部分。广陵（今扬州）此时也属于孙吴扬州。
由于扬州在两汉的大部分时间里并不是行政区而只是监察区，所以其治所（如历阳）不是真正意义上的行政中心，也不是经济、文化中心。两汉时的扬州最发达的城市和经济、文化中心是吴县（今江苏苏州）。吴县在129年以前为会稽郡的治所，统辖大约今江苏长江以南部分，上海、浙江和福建的全部，地广人多。吴县也曾是荆国的首府，是中国东南地区经济、文化的城市。新莽末年以来，中原战乱不断，士大夫举族南迁，使吴县的人口激增，到东汉和帝时已成为仅次于首都洛阳的全国第二大城市，人口估计近10万。汉顺帝永建四年（129年），以会稽郡过大，分故郡浙江（今钱塘江）以西为吴郡，郡治故会稽郡治吴县（今苏州市）；浙江以东仍为会稽郡，郡移治山阴县（今绍兴市）。是为“吴会分治”。尽管吴郡的辖区大大缩小，但这是人口增多的必然结果，丝毫不影响其中国东南中心城市的地位。汉末的孙坚、孙策和孙权父子就在吴郡发家，孙策更在吴县定都。孙氏父子依靠吴郡当地的世家大族（主要是吴郡四姓，即顾、陆、朱、张四姓），建立起江东孙氏政权，后发展为三国之一的吴国。后来孙权迁都京口（今江苏镇江），又迁建业（今江苏南京），吴县的中国东南政治文化中心城市的地位逐渐被建业取代，但它作为孙吴集团的发家之地，仍为重要的经济中心。

### 三国两晋南北朝时的扬州
220年曹丕篡汉献帝位，自立魏国；第二年（221年），刘备在成都称帝，建蜀汉；第三年（222年），孙权接受魏国所封的吴王爵位，建吴国，三国鼎立局面正式形成。
魏、吴两国都拥有扬州的一部分：魏国拥有扬州的小部分，治所在寿春县（今安徽寿县）；吴国拥有扬州的大部分，治所在其首都建业县（今江苏南京）。吴国的扬州是其大本营，相对稳定。而魏国的扬州处于魏、吴两国边界，战乱频繁，后期的毌丘俭、诸葛诞叛乱也都发生在这里。而今天的扬州市在三国时属于徐州廣陵郡，也是魏、吴两国互相对峙的战场，彼此争夺，多次易手。265年晋武帝代魏后，魏国的扬州成为晋朝的扬州，仍和吴国的扬州分置。
280年，晋武帝派兵攻克吴国首都建业，吴国灭亡，全国再次统一。西晋灭吴后，把晋、吴两国的扬州合二为一，治所设在原来吴国的首都建业，改名为建邺，后改建康（今江苏南京）。永嘉之乱后，晋皇室携公卿士大夫南迁江东（衣冠南渡），是为东晋。东晋定都建康，既是全国首都，也是扬州的治所。其后由于不断设立新的州（如江州、南徐州、东扬州等），扬州的辖地逐渐缩小，但东晋和南朝时，建康一直是扬州的治所，也是首都。而今天的扬州市在东晋、南北朝和隋朝统一全国前仍为廣陵郡，历属徐州、南兖州、东广州、吴州等，起初属南朝，侯景之乱以后所有江北地区归属北朝，广陵郡也随之归属北朝。整个六朝時期，除了孙吴外的其他漫长时期，今天的扬州市并不属于当时的“扬州”轄區。

### 隋唐时期的扬州

隋煬帝時，改州為郡。他又設有九個監察州。

隋文帝开皇九年（589年），隋军攻克陈朝首都建康（今江苏南京），陈朝灭亡，全国统一。隋改陈朝的扬州为蒋州，改吴州为苏州（故吴郡部分、吴兴郡部分）与杭州（故钱唐郡、吴郡部分、吴兴郡部分）， 改陈朝的東揚州为吴州(后改为越州)，又将本朝原来的扬州改为寿州，本朝原来的吴州（治所在今江苏扬州）改为扬州。
隋炀帝大業初年改州为郡，扬州也随之改为江都郡。唐代隋后，唐高祖于武德三年（620年）又改扬州为南兖州，而在润州江宁县（今江苏南京，即原来南朝的扬州治所）置扬州。武德六年，兖州（治所在今江苏扬州）改名为邗州。直到武德九年（626年）玄武门之变后，唐太宗即位，将治所在江宁县的扬州废除，并入润州（治所在今江苏镇江），而邗州则再次改名为扬州。自此，今天的扬州市才享有了“扬州”的专名。唐玄宗天宝元年（742年）一度又改州为郡，扬州随之改为广陵郡，但“扬州”仍为通称；直到唐肃宗乾元三年（760年）改郡为州，才将广陵郡改回扬州；以后虽然在扬州名称前加府（明清时的扬州府）或市（中华人民共和国的扬州市）等，但扬州作为一个地名再没有改过；中华民国虽然废扬州府，改江都县，但一般仍称扬州。
关于今日的扬州市获得“扬州”之名的经过，近人江都学者徐谦芳在《扬州风土记略》中说：“广陵郡被扬州之名，肇于隋文帝开皇九年，再见于唐高祖武德九年，三定于唐肃宗乾元元年。至是扬州之名，惟广陵得以专之。何则？隋称扬州（隋炀帝杨广本人就做过扬州总管），至炀帝大业元年而革（改江都郡）；唐称扬州，至明皇天宝九年亦革（再改江都郡） ；唯肃宗定名以后，沿及于清，相因不改，民国政府，名始不存（改江都县）。然俗循旧习，犹称扬州。”
| 唐朝扬州（治所在今南京市）辖县 | 唐朝扬州（治所在今南京市）辖县                                                 |
| ------------------------------ | ------------------------------------------------------------------------------ |
| 620年                          | 江宁县（改名归化县）、溧水县、丹阳县、溧阳县、安业县                           |
| 624年                          | 归化县、溧水县、丹阳县、溧阳县、安业县                                         |
| 625年                          | 归化县（改名金陵县）、溧水县、丹阳县、溧阳县（句容县、延陵县来属，废除安业县） |
| 626年                          | 废除扬州，金陵县、句容县、延陵县改属润州，溧水县、丹阳县、溧阳县改属宣州       |

### 宋金元时期的扬州
北宋时（960年—1127年），富裕商人阶层和新兴的城镇商品经济得到发展，扬州府等主要城市成为新兴商业中心，成为富裕的代名词。
北宋时扬州大部属淮南东路，扬州只辖天长、江都两县。其他县分属真州（仪征市）、高邮军（高邮市）、楚州（宝应县属之）。宋朝时扬州科技文化也有长足发展，科学家沈括多篇科技文章在扬州地区完成，欧阳修、苏轼等人在扬州寓居，并兴建平山堂等人文名胜，“二十四孝”扬州天长人朱寿昌的事迹也成为儒家孝道的一个典范。
1126年—1129年，金国的军队攻占了宋朝包括江南东路、江南西路、荆湖南路北部和两浙路北部的大半个中国，赣州是其推进到的最南端，扬州在1129年也被金国军队攻占和屠杀。绍兴和议之后，淮水成为金国和南宋的边界线。而今扬州市的北部郊县也成为了防御金国军队的前线。姜夔因此写作名篇《扬州慢》。
13世纪，大蒙古国攻占了中国全境。元朝时扬州属河南江北等处行中书省。

### 明清时期的扬州
自明永乐十九年（1421年）明成祖完成迁都北京后，明清两代将近500年间中国的都城皆在北京，而农业经济中心在江浙和两湖两广地区，粮、盐的产量占据了全国产量的大多数。因此造成了中国政治中心和经济中心的分割。连接中国政治中心的和经济中心的是两条水路：长江和京杭大运河。扬州正好位于长江和京杭大运河的交界处，凭借这一得天独厚的地理优势，扬州经济凭借京杭大运河这一中国经济的主动脉再次成为中国经济的核心城市。
明代，扬州被列为全国16个大城市之一。
清世祖顺治二年（1645年）4月，多铎铁骑南下，史可法据守扬州，5月20日城池被攻陷。清朝政局稳定后，扬州经济迅速恢复。明中后期活跃于扬州的山陕商人逐步被徽商代替，后者垄断了两淮盐业这一坐拥巨额利润的产业。盐业的垄断和漕运枢纽的位置，使得扬州经济在康乾盛世中达到唐朝之后的又一巅峰。两淮盐税在全国税收中长期占有40%以上的比例，“损益盈虚，动关国计”。与此同时，面对明清之际的兵祸，扬州当地士绅致力于根据典籍、并吸收苏州和徽州文化，重建清代扬州文化的新面貌。
财富、资本的高度集中，使得扬州在清朝成为高度繁华的消费型城市。大量依附于盐商的服务性行业的从业者挤满了城市，催生出独特而精致的饮食、休闲文化。而“贾而好儒”的徽商又以重金资助经学、出版、园林、绘画等文化活动，“海内文士，半集维扬”，“怀才抱艺者，莫不寓居于此”。这使得扬州在多个领域内（如戏曲）成为全国中心。
总体而言，明清两代扬州经济的代表性行业是：
- 漕运，主要是粮食的运输，长江中下游各产粮省份的皇粮国税均必须经此北上，由京杭大运河运输到北京；扬州钞关的税收额在明清两代一直位居全国前八名之内。
- 盐运，淮盐西运，全国最大的两淮盐场（苏北沿海）所产官盐在此集散，然后转运全国最广的食盐销售区——长江中上游安徽、江西、湖北、湖南四省（所谓扬子四岸）销售。城内有两淮盐运使衙门和大批盐商，這些商賈多來自安徽[8]；富有的盐商在新城南河下一带和西北郊瘦西湖沿岸修筑许多精美的园林，当时公认的说法是：“苏州以市肆胜，扬州以园林胜，杭州以湖山胜”。
- 金融，由于扬州是全国官盐最大的集散地，大量盐商聚集于此，因此带动了扬州银庄的发展以帮助盐商的周转投资，是整个中国乃至东亚地区资本最为集中的地区，规模最大的金融中心，其繁荣程度如同当今世界之伦敦、香港，仅次于同省的苏州；所谓“天下殷富。莫逾江浙；江省繁丽，莫盛苏扬”。
- 娱乐业、服务业，自隋唐以来娱乐业就是扬州的支柱型产业，高级厨师、高级妓女、艺人、书画家、古董业者，从业者不计其数，康乾时期的扬州八怪便是其中之一。扬州与南北两京、苏杭二州一同被列为“士大夫必游五都会”，是全国最重要的文化中心之一。
- 印刷、漆器、玉器制造等手工业。清代扬州代表了多重制造手工业的最高水平，有“和田玉，扬州工”之誉。

## 扬州刺史

### 三国
- 曹休（都督：220年—223年都督；州牧：223年—228年）
- 溫恢（220年）
- 滿寵（都督：228年—239年）
- 王凌（228年—233年；都督：239年—251年）
- 孫禮（240年—242年）
- 諸葛誕（243年—251年，都督：251年—252年）
- 文欽（251年—255年）
- 毌丘儉（都督：252年—255年）
- 諸葛誕（都督：255年—258年）
- 樂綝（255年—257年）
- 王基（都督扬州：258年—259年）
- 陳騫（都督淮北：258年—259年）
- 石苞（都督扬州：259年—265年）
- 盧欽（都督淮北：259年—261年）
- 司馬駿（都督淮北：262年—265年）
- 呂范（孫吳州牧：222年—228年）
- 丁固（孫吳刺史：265年—266年）
- 诸葛靓（孫吳刺史：265年—266年）

### 西晋
都督
- 石苞（265年—268年）
- 司马骏（268年—269年）
- 陈骞（269年—277年）
- 王浑（277年—285年）
- 褚䂮（285年）
- 周浚（286年—289年）
- 司马允（289年—300年）
- 司马随（300年—302年）
- 刘准（302年—306年）
- 周馥（306年—310年）
- 司马睿（310年—315年）
- 王敦（315年—316年）

刺史
- 牵弘（267年—270年）
- 应绰（275年—278年）
- 周浚（279年—282年）
- 嵇喜（284年—286年）
- 何攀（296年—298年）
- 羊忱（299年）
- 郗隆（301年）
- 陈徽（301年—303年）
- 曹虎（304年—305年）
- 刘机（305年—308年）
- 王敦（309年—315年）
- 刘陶（310年）
- 王导（315年—316年）

### 东晋
- 王导（317年—322年）
- 王敦（322年—324年）
- 王导（324年—339年）
- 庾冰（339年—343年）
- 何充（343年—346年）
- 殷浩（346年—347年）
- 蔡谟（347年—348年）
- 殷浩（348年—354年）
- 王述（354年—364年）
- 桓温（364年—373年）
- 桓冲（373年—375年）
- 谢安（375年—385年）
- 司马道子（385年—399年）
- 司马元显（399年—402年）
- 桓玄（402年—403年）
- 桓谦（403年—404年）
- 王谧（404年—407年）
- 刘裕（408年—419年）
- 刘义真（419年—420年）

### 南朝
- 刘义真（420年—421年）
- 徐羡之（421年—426年）
- 王弘（426年—432年）
- 刘义康（432年—440年）
- 殷景仁（440年）
- 刘濬（440年—449年）
- 刘绍（449年—452年）
- 刘义宣（453年）
- 刘诞（453年—455年）
- 刘义恭（455年—456年）
- 刘子尚（456年—459年，463年—465年）
- 刘休仁（465年—469年）
- 刘休范（469年—470年）
- 王景文（470年—472年）
- 刘凖（472年—477年）
- 刘燮（477年—478年）
- 萧道成（478年—479年）
- 萧嶷（479年）
- 萧映（479年—480年）
- 萧嶷（480年—492年）
- 萧子良（492年—494年）
- 萧昭文（494年）
- 萧鸾（494年）
- 萧遥光（494年—499年）
- 萧宝义（499年—501年）
- 萧衍（501年—502年）
- 萧宏（502年—507年）
- 萧伟（507年—509年）
- 萧宏（509年—518年）
- 萧昺（518年—520年）
- 萧宏（520年—526年）
- 孔休源（526年—530年）
- 萧纲（530年—531年）
- 孔休源（531年—532年）
- 萧纶（532年）
- 萧纪（532年—537年）
- 萧大器（537年—549年）
- 萧大临（549年—550年）
- 萧大连（550年）
- 萧恪（552年）
- 王僧辩（553年—555年）
- 陈霸先（555年—557年）
- 陈伯茂（561年—562年）
- 陈顼（562年—568年）
- 陈伯恭（569年—571年）
- 陈伯山（572年—574年）
- 陈伯信（574年—576年）
- 陈叔陵（577年—581年）
- 陈伯恭（581年—582年）
- 陈叔坚（582年）
- 陈叔文（582年—583年）
- 陈叔重（583年—584年）
- 陈嶷（584年—588年）
- 陈深（588年）
- 陈庄（588年—589年）

### 北魏
以寿春为治所
- 元勰（500年）
- 元英（500年）
- 王肃（500年－501年）
- 元澄（501年－504年）
- 薛真度（504年－505年）
- 元嵩（505年－507年）
- 元融（508年－509年）
- 李崇（510年－518年）
- 元志（518年－521年）
- 长孙稚（521年－525年）
- 李宪（525年－526年）

### 隋朝
以寿春为治所（589年之后改为寿州，以治江都之吴州改为扬州）
- 高劢（开皇初年）

以今天扬州市为治所
- 杨异（592年）
- 邓昂
- 后改为江都郡

### 唐朝
以今天南京市为治所（620年—624年，625年—626年）
- 杜伏威（620年）
- 李孝恭（625年，大都督）
- 李靖（625年，大都督府长史）
- 李神符（625年—626年，大都督）
- 武士彟（625年—626年，大都督府长史）

以今天扬州市为治所（620年之前，626年之后）的扬州见揚州 (揚州市)